# Kurnędz
Kurnędz – wieś w Polsce położona w województwie łódzkim, w powiecie piotrkowskim, w gminie Sulejów.
W latach 1975–1998 miejscowość administracyjnie należała do województwa piotrkowskiego. We wsi znajduje się jeden z trzech w Polsce ośrodków wczasowych YMCA.